# Svitlana Fabrykant
Svitlana Samouïlivna Fabrykant (ukrainien : Світлана Самуїлівна Фабрикант) ou Svetlana Samouïlovna Fabrikant (russe : Светлана Самуиловна Фабрикант), née le 16 juin 1967 à Odessa, est une femme politique et journaliste ukrainienne.

## Biographie
Elle fait des études à l'Université d'Odessa.
Elle fut rédactrice en chef de la société de télévision Riak-inform d'Odessa à partir de 1998 puis directrice général du TC "My Odesa" en 2009.

## Carrière politique
- 2010 — candidat au poste de maire de la ville d'Odessa.
- 2012-2014 — Député du peuple d'Ukraine[1]
- 2021-2022 — Premier chef adjoint de l'administration de l'oblast d'Odessa.